# Vertou
Vertou ist eine französische Gemeinde mit 26.048 Einwohnern (Stand 1. Januar 2022) im Département Loire-Atlantique in der Region Pays de la Loire.

## Etymologie
Der Name des Ortes leitet sich von dem Lateinischen Vertavum ab. Im 18. Jahrhundert wurde der Ort auch Vrezou genannt. Ins Bretonische wird der Name mit Gwerzhav übersetzt, allerdings wurde in Vertou zu keiner Zeit bretonisch gesprochen.

## Lage
Die Stadt liegt etwa zehn Kilometer südöstlich von Nantes im Tal der Sèvre Nantaise auf einer mittleren Höhe von etwa 28 Metern über dem Meer.

## Demografie

### Bevölkerungsentwicklung
| Jahr      | 1962   | 1968   | 1975   | 1982   | 1990   | 1999   | 2008   | 2017   |
| Einwohner | 11.100 | 12.089 | 13.853 | 15.631 | 18.235 | 20.261 | 21.422 | 24.219 |

Der Bevölkerungsanstieg in den letzten Jahrzehnten ist ganz wesentlich auf die Nähe zur Großstadt Nantes und die vergleichsweise niedrigen Mieten und Grundstückspreise zurückzuführen.

### Altersstruktur
28 Prozent der Bevölkerung sind 19 Jahre alt oder jünger. Sechs Prozent der Bevölkerung sind 75 Jahre alt oder älter.

## Wirtschaft
Die Gemeinde war jahrhundertelang in hohem Maße landwirtschaftlich geprägt, doch sind die Anbauflächen zwischen 1979 und 1994 von knapp 1300 auf knapp 800 Hektar zurückgegangen. Vertou ist für seinen Muscadet-Weinbau bekannt (600 Hektar Anbaufläche). Viele Gartenmärkte bieten ab dem 1. Mai Maiglöckchen und andere Blumen an, denn in Vertou gibt es jährlich einen Wettbewerb, der die Menschen dazu ermutigen soll, Blumen an den Häusern und Gärten anzupflanzen. Darüber hinaus gibt es in Vertou den vor vierzig Jahren gegründeten Industriepark La Vertonne, auf dessen 140 Hektar Fläche fast hundert Firmen mit mehr als dreitausend Arbeitsplätzen angesiedelt sind.

## Geschichte
Funde deuten darauf hin, dass das Gebiet bereits seit Urzeiten von Menschen bewohnt wurde. Dazu gehören zwanzig Steinäxte und Überreste eines Grabes, in dem neben menschlichen Knochen auch Tonscherben gefunden wurden. Aus späterer Zeit wurden merowingische Villen entdeckt, was darauf hindeutet, dass Vertou bereits zu dieser Zeit eine Ortschaft war. Um das Jahr 600 gründete der heilige Martin von Vertou in Zusammenarbeit oder im Auftrag des Bischofs von Nantes zwei Klöster. Die erste Kirche entstand im Jahr 576, die zweite wurde 840 von Mönchen gegründet. Die dritte Kirche bestand von 945 bis zu ihrer Zerstörung am 17. September 1793. Die heutige Kirche stammt aus den Jahren 1875–1887. Der zwischen 1470 und 1560 von Mönchen gebaute Damm Chaussée des Moines reguliert bis heute die Sèvre Nantaise. Unter der Herrschaft Ludwigs XIV. wurden zusätzlich Schleusen gebaut; am 3. September 1755 wurde sie eröffnet. Bereits 1830 wurde die Anlage von 1639 Schiffen passiert. Die Schleuse wurde im Jahr 2003 restauriert.

## Sehenswürdigkeiten
- Wegen ihrer historischen Bedeutung sind die spärlichen Überreste der ehemaligen Abtei Saint-Martin seit dem Jahr 1971 als Monument historique[3] anerkannt.
- Die dreischiffige, in neugotischen Stilformen errichtete Kirche Saint-Martin wurde in den Jahren 1875 bis 1887 erbaut.
- Bei Ausgrabungsarbeiten wurden wiederverwendete antike sowie merowingische Sarkophage entdeckt.
- Auf dem Gemeindegebiet stehen mehrere Landsitze aus dem 18. und 19. Jahrhundert, die sich jedoch allesamt in Privatbesitz befinden und nicht besichtigt werden können.

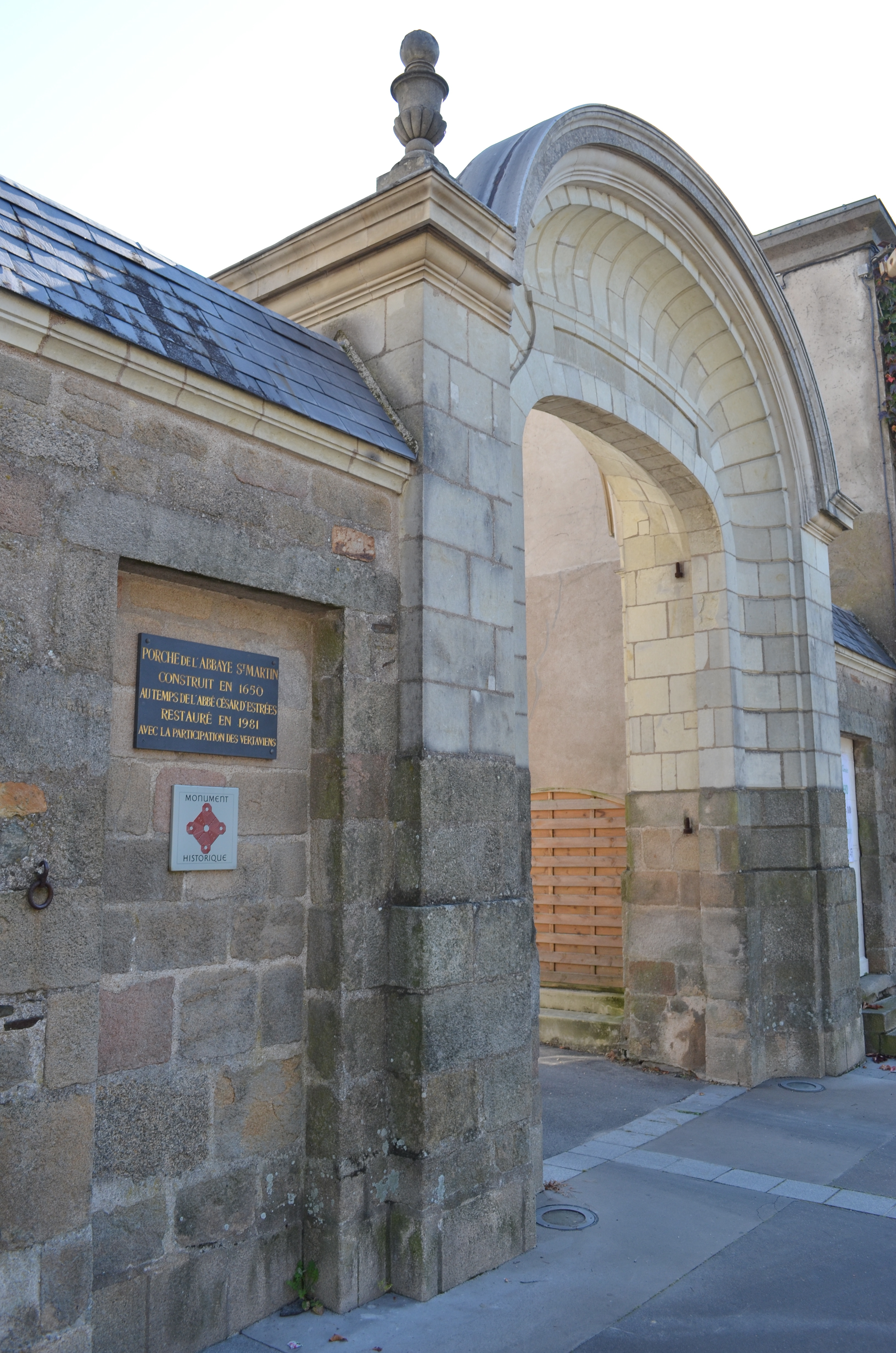
Portal der ehemaligen Abtei Saint-Martin.
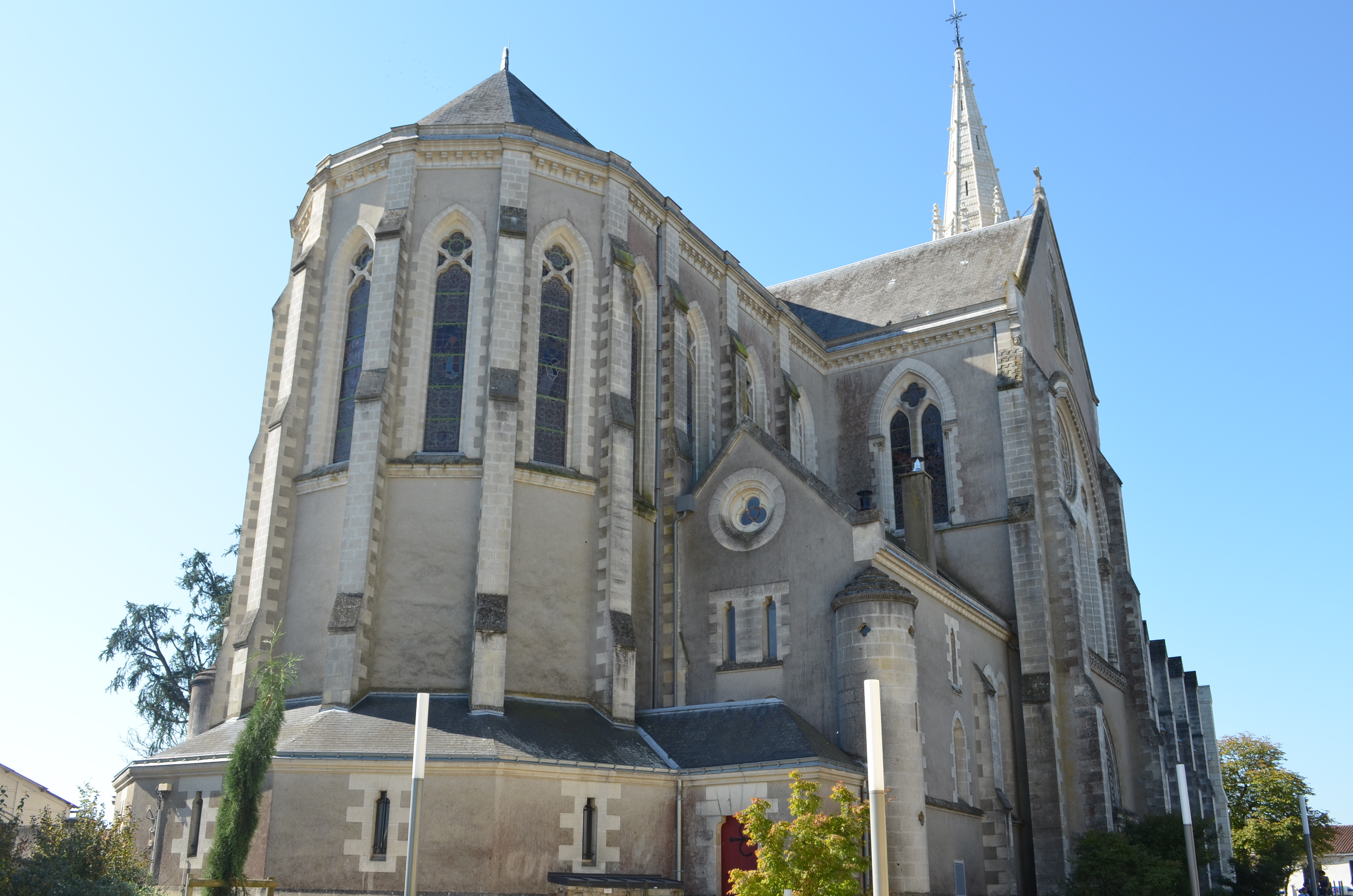
Kirche Saint-Martin
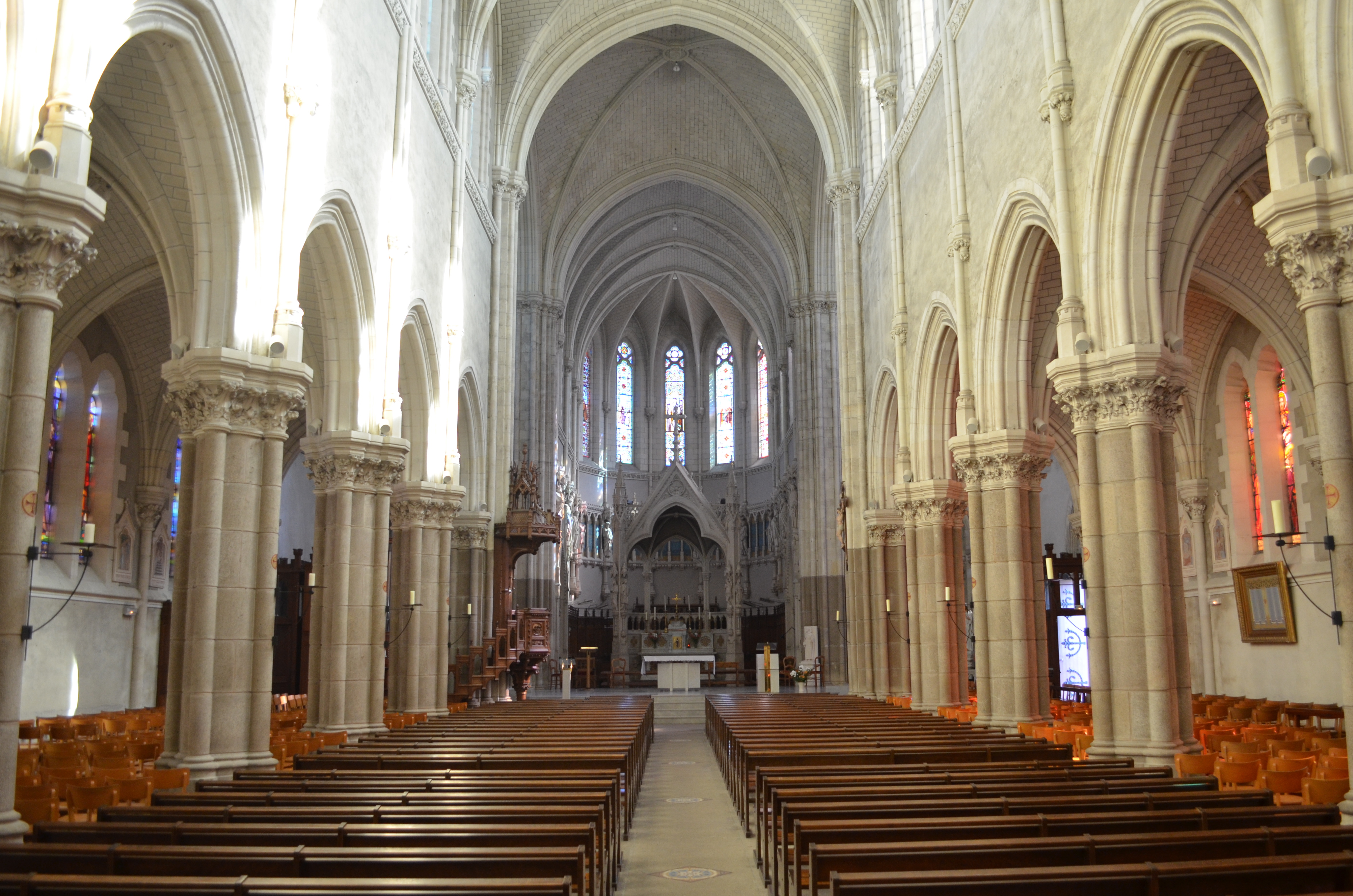
Innenraum der Kirche Saint-Martin
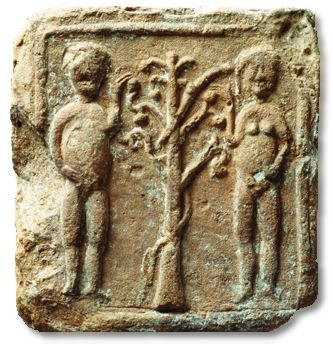
Figürliche Reliefplatte mit der Darstellung des Sündenfalls
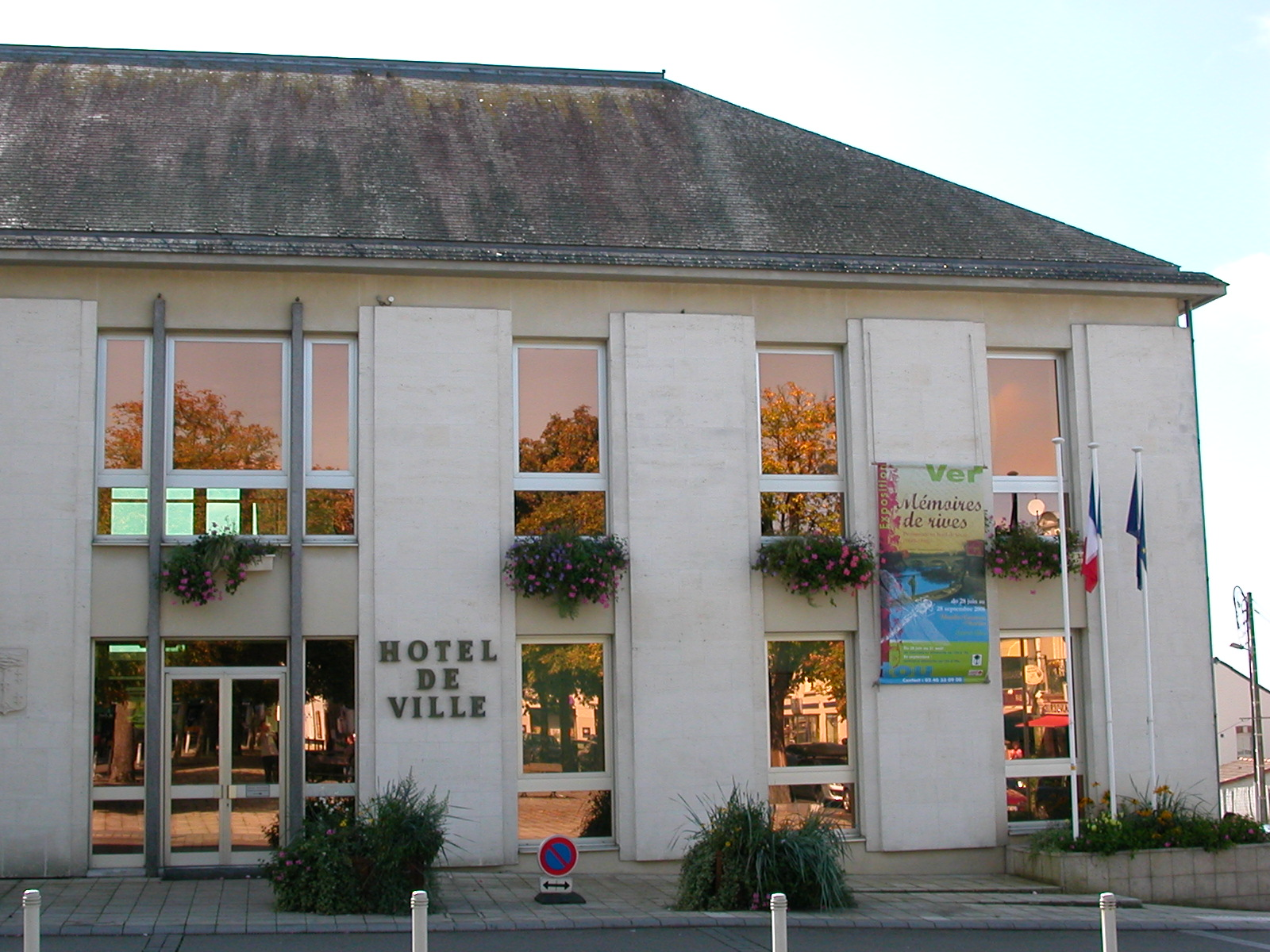
Rathaus (Hôtel de ville)

## Persönlichkeiten
- Martin von Vertou (527–601), Mönch, Erbauer eines Klosters in Vertou
- Marie-Alphonse Bedeau (1804–1863), General und Staatsmann
- Robert Hersant (1920–1996), Unternehmer, Presse-Herausgeber und Politiker

## Städtepartnerschaften
Die Gemeinde pflegt seit dem 25. August 1957 eine Städtepartnerschaft mit dem schweizerischen Morges (Kanton Waadt).